# Galerina
Galerina es un género de hongos basidiomicetos de la familia Strophariaceae. Este género de hongo del orden Agaricales cuenta con 64 especies.

## Especies
- Galerina allospora A.H. Sm. & Singer
- Galerina ampullaceocystis P.D.Orton, 1960
- Galerina annulata (J. Favre) Singer
- Galerina antarctica Singer, 1962
- Galerina atkinsoniana A.H.Sm., 1953
- Galerina badipes (Fr.) Kiihn.
- Galerina calyptrata P.D.Orton, 1960
- Galerina camerina (Fr.) Kühner, 1955
- Galerina cephalotricha Kühner
- Galerina cerina A.H. Sm. & Singer
- Galerina cinctula P.D.Orton, 1960
- Galerina clavata (Velen.) Kühner
- Galerina clavus Romagn.
- Galerina corcontica Svrček, 1983
- Galerina detriticola Svrček, 1983
- Galerina embolus (Fr.) P.D. Orton
- Galerina harrisonii (Dennis) Bas & Vellinga
- Galerina heimansii Reijnders
- Galerina heterocystis (G.F.Atk.) A.H.Sm. & Singer, 1957
- Galerina hybrida Kühner
- Galerina hypnorum (Schrank) Kühner - Moss Bell
- Galerina hypophaea Kühner
- Galerina jaapii A.H.Sm. & Singer, 1955
- Galerina laevis (Pers.) Singer, 1961
- Galerina marginata (Batsch ex Fr.) Sing. - Funeral Bell
- Galerina mniophila /Lasch) Kühner, 1935
- Galerina moelleri  Bas
- Galerina nana (Petri) Kühner, 1935
- Galerina paludinella P.D. Orton
- Galerina paludosa (Fr.) Kühner - Bog Bell
- Galerina permixta (P.D. Orton) Pegler
- Galerina phillipsii  D.A. Reid
- Galerina pinetorum Romagn., (1942)
- Galerina praticola (F.H.Moller) P.D.Orton, 1960
- Galerina pseudocamerina Singer, 1949
- Galerina pseudocerina A.H. Sm. & Singer
- Galerina pseudomniophila Kühner, 1973
- Galerina pseudomycenopsis Pilát, 1954
- Galerina pseudotundrae Kühner
- Galerina pumila (Pers. Ex Fr.) M. Lange Ex Sing. - Dwarf Bell
- Galerina salicicola P.D. Orton
- Galerina septentrionalis A.H. Sm.
- Galerina sideroides (Bull.) Kühner, 1935
- Galerina sphagnorum (Pers.) Kühner, 1935
- Galerina stordalii A.H.Sm., 1964
- Galerina stylifera (G.F.Atk.) A.H.Sm. & Singer, 1957
- Galerina subbadipes Huijsman
- Galerina subcerina A.H. Sm. & Singer
- Galerina subclavata Kühner, 1973
- Galerina subochracea A.H. Sm.
- Galerina terrestris V.L. Wells & Kempton
- Galerina tibiicystis (G.F.Akt.) Kühner, 1935
- Galerina triscopa (Fr.) Kühner, 1935
- Galerina uncialis (Britzelm.) Kühner, 1935
- Galerina venenata A.H. Sm.
- Galerina viscidula P.D. Orton
- Galerina vittiformis (Fr.) Earle, 1909

## Comestibilidad
Este género de hongos contiene especies venenosas.